# Кристиан Чавес
Кристиян е Хосе Кристиан Чавес Гарса (на испански: José Christian Chávez Garza) e мексикански известен певец и актьор, член в групата „RBD“. 

## Биография
Чавес е роден на 7 август 1983 г. в Рейноса, Тамаулипас, Мексико. Известен е с честата смяна на цвета на косата си. 
Участва в мексиканската теленовела „Непокорните“. След успеха на теленовелата Чавес се присъединява към групата RBD и участва в друга популярна теленовела – „Клас 406“. 
Кристиан и другите членове от групата RBD основават фондацията „Salvame", която има за цел да помага на тийнейджъри в Мексико и Бразилия.
Крис споделя, че гледа на своите колеги от групата като на братя и сестри и се смята, че той е най-обичаният от всичките шестима: не само от приятелите си от бандата, но и от феновете. Той е забавният между тях шестимата и другите петима казват, че той винаги пръв им повдига духа, когато нещо не се е случило както трябва.
В началото на месец март 2007 година из пресата и интернет се появяват снимки, на които Чавес си разменя пръстен с мъж и подписва документи. Снимките са от 2005 г., когато гей браковете стават легални в Канада. През март 2007 година Крас заявява, че снимките показват част от него, която дълго не е искал да обсъжда заради страх от отхвърляне, от критики, но най-вече заради семейството си и заради последствията, които може да му донесе това, че е гей.
През 2007 певецът е арестуван за опит да си купи марихуана в Ню Йорк. 

## Албуми с RBD
- Rebelde (2004)
- Rebelde (Edicao Brasil) (2005)
- Tour Generacion RBD en Vivo (2005)
- Nuestro Amor (2005)
- Live in Hollywood (2006)
- Nosso Amor (2006)
- Celestial (2006)
- Rebels (2006)
- Live in Rio (2007)
- Hecho en Madrid (2007)
- Empezar desde Cero (2007)
- Rebels 2 (2008)

## Филмография
- RBD: La familia (2007) – Крис
- Lola, erase una vez (2007) – себе си
- Непокорните (2004 – 2006) – Джовани Мендес Лопес
- La Energia de Sonric'slandia (2005) – Джовани Мендес Лопес
- Clase 406 (2002 – 2003) – Фернандо Лусена „Ферчо“
- El juego de la vida (2001)
- Да се будя с теб (2016) – Кристиан Леал
- Лайк (2018) - Габриел Рей
- Бандитката (2019) – Самуел Ернандес